# Entebbe
Entebbe è una città dell'Uganda, già capitale del protettorato britannico dell'Uganda fino all'indipendenza nazionale (1962). Si trova su una penisola sulla costa settentrionale del lago Vittoria, nel distretto di Wakiso, circa 35 km a sud-ovest di Kampala. 
Capitale amministrativa dell'Uganda in epoca coloniale, Entebbe ospita gli edifici di diverse istituzioni governative, inclusa la residenza del presidente, ed il più grande aeroporto del Paese, l'Aeroporto Internazionale di Entebbe.

## Storia
In luganda, la parola "entebbe" significa "sede", probabilmente con riferimento all'antica sede di un tribunale presieduto da un capo Baganda. Nel 1893 il luogo fu scelto come base dal commissario coloniale britannico Gerald Portal, che fece di Entebbe un centro amministrativo e commerciale; nella stessa epoca si sviluppò il porto di Port Bell (oggi in disuso come porto commerciale), vicino all'odierna Kampala. Da allora per tutta l'epoca coloniale Entebbe rimase il principale centro amministrativo dell'Uganda. Ancora oggi la città ospita le sedi di alcuni ministeri come quello della salute, dell'immigrazione e del lavoro.
L'aeroporto di Entebbe, iniziato nel 1947, fu teatro nel 1976 di una celebre azione anti-terrorismo (operazione Entebbe), in cui oltre 100 ostaggi furono liberati dopo che un gruppo di terroristi palestinesi e tedeschi di sinistra avevano preso il controllo di un aereo Air France.

## Popolazione
Entebbe è una cittadina priva di grandi industrie e attività commerciali, e svolge soprattutto la funzione di area residenziale per gli impiegati del governo che lavorano in città o a Kampala. 
La popolazione è principalmente costituita da neri, con una piccola minoranza di bianchi; le minoranze asiatiche, presenti fino agli anni sessanta, furono cacciate nel 1972 per l'espulsione degli asiatici dall'Uganda ordinata dall'allora presidente Idi Amin.
In occasione del censimento del 2002 la popolazione di Entebbe fu stimata a 90.500 persone. Sulla base del tasso annuo di crescita della popolazione nell'Uganda centrale (circa 3,5%), si stima che la popolazione di Entebbe nel 2009 sia di circa 115.000 persone.
| Anno | Popolazione stimata | Tasso di crescita |
| ---- | ------------------- | ----------------- |
| 2002 | 90.500              | 3,5%              |
| 2003 | 93.668              | 3,5%              |
| 2004 | 96.946              | 3,5%              |
| 2005 | 100.339             | 3,5%              |
| 2006 | 103.851             | 3,5%              |
| 2007 | 107.486             | 3,5%              |
| 2008 | 111.248             | 3,5%              |
| 2009 | 115.142             | 3,5%              |

## Turismo e luoghi di interesse
La posizione prossima all'equatore e l'altitudine (1146 m s.l.m.) fanno sì che la città goda di un ottimo clima, moderatamente caldo per tutto l'arco dell'anno, e per questo motivo la città è meta di turismo nazionale, soprattutto proveniente da Kampala. Il turismo internazionale è invece soprattutto dovuto alla presenza dell'aeroporto. Fra i principali luoghi di interesse della città si possono citare:
- i Giardini Botanici Nazionali, creati nel 1898
- l'Uganda Virus Research Institute (Istituto Ugandese di Ricerca sui Virus, UVRI)
- l'Uganda Wildlife Education Center, un centro di ricerca e divulgazione di informazioni sulla fauna del paese, e anche sede dello zoo nazionale
- la Nkumba University, una delle ventotto istituzioni universitarie dell'Uganda
- lo State House, abitazione ufficiale del Presidente dell'Uganda.
- il Centro di chirurgia pediatrica di Entebbe, un ospedale pediatrico, centro di eccellenza per la chirurgia pediatrica, costruito e gestito da Emergency.